# Isild Le Besco
Pour les articles homonymes, voir Le Besco.
Isild Le Besco, née le 22 novembre 1982 à Paris, est une actrice, scénariste et réalisatrice française.
Issue de la scène théâtrale, elle est révélée au cinéma en 2000 dans le film Sade de Benoît Jacquot. Pour ce rôle elle reçoit une première nomination au César du meilleur espoir féminin, puis elle en obtient une seconde pour Roberto Succo de Cédric Kahn en 2002.
Elle se fait peu à peu un nom dans le cinéma indépendant et populaire. Elle tourne ainsi sous la direction de Philippe Le Guay, d'Emmanuelle Bercot, dont elle sera la muse, de sa mère, Catherine Belkhodja, ou encore de sa sœur aînée,  Maïwenn.
Elle est également peintre, écrivaine et parolière.

## Biographie

### Famille
Isild Le Besco naît d'une mère franco-algérienne — l'actrice Catherine Belkhodja — et d'un père breton ayant aussi des origines vietnamiennes. Son grand-père maternel, Kadour Belkhodja, a fait la guerre d'Algérie du côté du FLN, a été chargé de l’émigration au ministère du Travail de 1965 à 1972, puis au ministère des Anciens Moudjahidines jusqu’en 1975, sous la direction de Mahmoud Guennez, et il a aussi été acteur dans plusieurs films. Sa grand-mère maternelle est Jeanne Mauborgne.  
Elle est la sœur de la réalisatrice Maïwenn et du directeur de la photographie Jowan Le Besco ; elle a également une demi-sœur et un demi-frère, Kolia Litscher (en). En 2024, elle indique ne plus parler à sa sœur Maïwenn.
En 2009, elle donne naissance à son premier enfant, Ulysse, né de sa relation avec Nicolas Hidiroglou. Elle a un second garçon ultérieurement, prénommé Solon né en 2011, comme l'indique les remerciements à la fin de son livre "S'aimer quand même" .

### Formation
Élève de l'École des enfants du spectacle, elle prend des cours de danse et intègre l'École Estienne. Emmanuelle Bercot la fait jouer dans le court-métrage, Les Vacances, sélectionné au festival d'Angers et à Cannes dans La Puce, une jeune adolescente ayant une relation avec un homme mûr, pour son film d'école, qui obtient une dérogation spéciale d'exploitation en salle, et dans Backstage sur la relation entre une star et sa jeune fan.
Isild Le Besco interprète ensuite le rôle d'Élodie dans un téléfilm sur une jeune fille mineure désorientée par une grossesse précoce, nommée au 7 d'or dans la catégorie « meilleur espoir féminin ». Le film est acheté par l'Éducation nationale et présenté dans les collèges et lycées. Elle arrête l'école pour se consacrer au cinéma et à la peinture, poursuit des cours par correspondance, mais interrompt ses études en première pour écrire Demi-tarif, et obtient, à 16 ans, le prix junior du meilleur scénario au Festival de Paris, qu'elle réalise plus tard avec ses frères et sœurs, produit par sa mère (Karedas), remporte plusieurs prix et sélections dans des festivals en France et à l'étranger et fonde sa propre maison de production Sangsho.

### Carrière

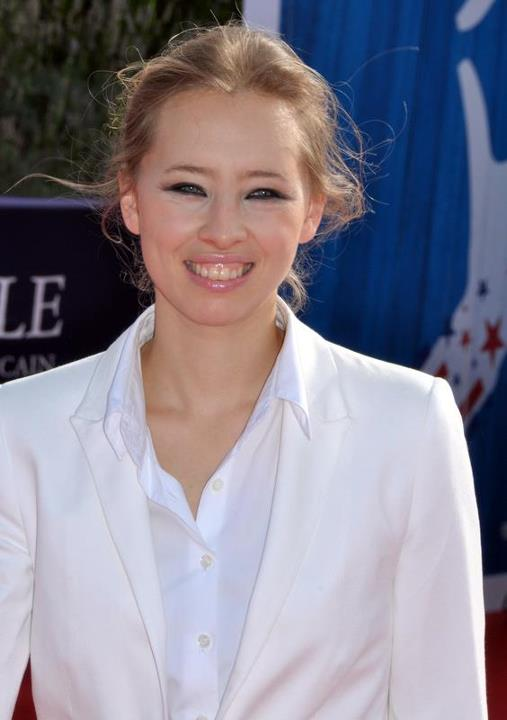
L'actrice au festival du film de Deauville 2012, où elle est membre du jury.

En 2000, elle joue dans Sade, la jeune Émilie de Lancris que le marquis (interprété par Daniel Auteuil) initie à sa philosophie, pour sa première collaboration avec le réalisateur Benoît Jacquot dont elle devient l'actrice fétiche et qui lui confie le rôle féminin principal dans À tout de suite, L'Intouchable et Au fond des bois.
Elle est la voix de la princesse dans U et obtient le prix de la meilleure jeune actrice (prix Marcello Mastroianni remis par Catherine Deneuve) à la Mostra de Venise 2006 pour son rôle dans L'Intouchable de Benoît Jacquot. Elle y incarne une jeune actrice qui décide d'interrompre ses répétitions de théâtre à Paris, pour partir à la recherche de son père en Inde. Puis, dans Pas douce présenté à la Berlinale 2007, elle incarne une jeune infirmière suicidaire sous la direction de Jeanne Waltz.
En 2007, elle achève son second long métrage, Charly, sorti en septembre 2007. Son demi-frère Kolia Litscher, qui incarnait un enfant dans Demi-tarif, tient le rôle principal avec Julie-Marie Parmentier.
Elle écrit le roman Sang d'encre et réalise les illustrations qui inspirent Delphine de Malherbe, qui écrit à son tour Vie érotique en août 2008. Son troisième film, Bas-fonds, est sélectionné au festival de Locarno 2010.
En février 2024, elle se joint à Anna Mouglalis et Judith Godrèche pour porter plainte contre Jacques Doillon, qu'elles accusent de « violences psychologiques ou physiques ». Elle dit également ne pas être encore prête à évoquer publiquement les violences commises à son encontre par Benoît Jacquot. Deux mois plus tard, elle publie Dire vrai, un livre où elle évoque cette relation. En mai 2024, Isild Le Besco porte plainte contre Benoît Jacquot pour viol sur mineur de plus de 15 ans.

## Filmographie

### Actrice

#### Longs métrages
- 1990 : Lacenaire de Francis Girod : Hermine
- 2000 : Sade de Benoît Jacquot : Emilie de Lancris
- 2000 : Les Filles ne savent pas nager d'Anne-Sophie Birot : Gwen, l'amie de Lise
- 2001 : Adieu Babylone de Raphaël Frydman : Anouk
- 2001 : Roberto Succo de Cédric Kahn : Léa
- 2002 : Un moment de bonheur d’Antoine Santana : Betty
- 2002 : La Repentie de Lætitia Masson : la jeune prostituée
- 2002 : Adolphe de Benoît Jacquot : la lingère
- 2003 : Le Coût de la vie de Philippe Le Guay : Laurence
- 2004 : À tout de suite de Benoît Jacquot : Lili
- 2005 : Backstage d’Emmanuelle Bercot : Lucie
- 2005 : La Ravisseuse d’Antoine Santana : Angèle-Marie
- 2006 : Camping sauvage de Christophe Ali et Nicolas Bonilauri : Camille
- 2006 : L'Intouchable de Benoît Jacquot : Jeanne
- 2006 : U de Serge Élissalde et Grégoire Solotareff : la princesse Mona (voix)
- 2007 : Pas douce de Jeanne Waltz : Fred
- 2007 : Enfances, segment sur Orson Welles réalisé par elle-même : la tante d'Orson Welles
- 2008 : Je te mangerais de Sophie Laloy : Emma
- 2009 : The Good Heart de Dagur Kári : April
- 2010 : Au fond des bois de Benoît Jacquot : Joséphine
- 2010 : Bas-fonds d'elle-même : la narratrice
- 2013 : Les Brigands de Frank Hoffmann (de) et Pol Cruchten : Amalia
- 2013 : Manhattan Romance de Brian Ghost : Annette
- 2014 : Une nouvelle amie de François Ozon : Laura
- 2014 : Le Dos rouge d'Antoine Barraud : Renée
- 2015 : Mon roi de Maïwenn : Babeth
- 2017 : La Belle Occasion d'elle-même : Sarena
- 2023 : Un jour fille de Jean-Claude Monod : Eloïse Grandjean
- 2024 : Ma famille chérie d'elle-même : Manon

#### Courts métrages
- 1987 : Cinématon #995 de Gérard Courant
- 1991 : Place des Vosges de Catherine Belkhodja
- 1997 : Anniversaires de Rosette
- 1997 : Kub Valium de Marine Alice Le Du
- 1997 : Les Vacances d’Emmanuelle Bercot : Melody
- 1997 : Coquillettes de Joséphine Flasseur
- 1998 : Les Amis de Ninon de Rosette : Fifi
- 1999 : La Puce d’Emmanuelle Bercot : Marion
- 2000 : Des Anges de Julien Leloup : la belle fille qui passe
- 2000 : Mille morceaux de Frédéric Benzaquen : Sandrine
- 2003 : Quelqu'un vous aime d'Emmanuelle Bercot : Lilou
- 2003 : Dans la forêt noire de Joséphine Flasseur : la jeune fille
- 2016 : Cinématon #2944 de Gérard Courant

#### Télévision
- 1987 : Reflets perdus du miroir (documentaire) de Catherine Belkhodja
- 1999 : Une fille rebelle (téléfilm) d'Arnaud Sélignac
- 1999 : Le Choix d’Élodie (téléfilm) d'Emmanuelle Bercot : Elodie
- 2003 : La Maison du canal (téléfilm) d'Alain Berliner : Edmée
- 2004 : Princesse Marie (téléfilm) de Benoît Jacquot : Eugénie de Grèce
- 2004 : Les Mythes urbains (série télévisée) de Dominic Bachy et Hector Bujia : Anna
- 2021 : Portrait de Charlotte Rampling (magazine Square artiste d'Arte)[11]

### Scénariste
- 2004 : Demi-tarif
- 2007 : Charly
- 2009 : Bas-fonds
- 2014 : Little boy (court métrage), dans le film choral Les Ponts de Sarajevo
- 2023 : Connemara

### Réalisatrice
- 2004 : Demi-tarif
- 2007 : Charly
- 2008 : Enfances (film collectif), segment sur l'enfance d'Orson Welles
- 2009 : Bas-fonds
- 2014 : Les Ponts de Sarajevo (film collectif), segment Little Boy
- 2017 : La Belle Occasion
- 2024 : Ma famille chérie

## Théâtre
- 2007 : La Double Inconstance de Marivaux au théâtre national de Chaillot, mise en scène de Christian Colin avec Grégoire Colin
- 2021 : Rendez-vous de l’histoire avec  Antoine de Baecque, à la Halle aux grains de Blois[12]

## Peintre
- Galerie Paule Friedland et Alexandre Rivault, Paris, du 1 au 17 novembre 2007
- La vie intime d'Isild Le Besco, Galerie Chappe, 2021[13]

## Musique
Elle compose deux chansons pour Andréel et Judith Chemla : Mon manque et Pourquoi je te veux.

## Publications

### Auteur
- 2007 : Sang d'encre (roman) - également illustratrice
- 2018 : S'aimer quand même
- 2024 : Dire vrai

### Illustratrice
- 2008 : Vie érotique, illustrations du roman de Delphine de Malherbe

## Distinctions

### Récompenses
- festival de Paris 2000 : Prix du meilleur scénario Junior pour Demi-tarif
- 2001 : Étoile d'or de la révélation féminine, pour son interprétation dans le film Sade
- 2001 : Prix Lumière du meilleur espoir féminin pour Sade
- 2004 : Prix spécial du Jury à l'European first film festival d’Angers pour Demi-tarif
- 2004 : Prix Procirep. Premiers plans. Angers pour Demi-tarif
- 2004 : Festival du film de Séoul : Special price of Jury pour Demi-tarif
- 2004 : Grand Prix du Jury. Crossing Europe Festival. Linz pour Demi-tarif
- 2005 : Meilleure actrice au Festival international du film de Thessalonique 2005 pour Backstage
- 2006 : Prix Marcello-Mastroianni à la Mostra de Venise  pour L'Intouchable
- 2008 : Prix Crossing Europe Festival (Linz) : Prix du meilleur film européen pour Charly

### Nominations
- 2001 : 7 d'or pour le Choix d'Elodie
- 2001 : César du meilleur espoir féminin pour Sade
- 2002 : César du meilleur espoir féminin pour Roberto Succo
- 2004 : prix Louis-Delluc pour Demi-tarif
- 2006: 1re cérémonie des Gérard du cinéma: Plus mauvaise actrice agaçante pour Backstage